# 长身新蛇鳗
長鰭新蛇鰻（学名：Neenchelys similis）也称鰻仔、硬骨篡、篡仔、硬骨仔，是蛇鳗科新鳗属的一种。模式标本采集自台湾宜兰县大溪漁港。

## 鉴别特征
模式标本全长（TL）677毫米。身体极度延长，略侧扁，头长是体高的2.6—3.0倍，全长为体高的43—48倍；背鳍起自躯干前端1/3处，鳃孔后1.0—1.3倍头长处；全长是背鳍前距的6.8—7.7倍；头相对较短，全长为头长的15.1—16.3倍；全长为躯干长的4.6—4.8倍；尾极长，全长为尾长的1.4倍；胸鳍发达，长于吻部；总脊椎骨数260—265；平均脊椎骨形式为34-68-262。头部侧线孔15或16个；背鳍前侧线孔35—37个；肛门前侧线孔70或71个。